# Friedrich Fischer (Hauptmann)
Friedrich „Fritz“ Fischer (* 12. Januar 1908 in Frankfurt-Preungesheim; † nach 1969) war ein deutscher Hauptmann der Luftwaffe und Lagerkommandant des KZ-Außenlagers Gundelsdorf.

## Leben
Nach Abschluss seiner schulischen Laufbahn absolvierte Fischer zunächst eine Ausbildung zum Fernmeldeingenieur, bevor er eine Beamtenlaufbahn bei der Wehrmacht einschlug.:117 Zum 1. Mai 1933 trat er in Bielefeld in die NSDAP ein (Mitgliedsnummer 2.471.228), blieb jedoch passives Mitglied und übte keine Parteiämter aus.:117, 151
Während des Zweiten Weltkriegs kam der Hauptmann im Januar 1943 im Zuge der Rückverlegung der Front aus der Ukraine nach Krakau, wo er Leiter eines Luftwaffennachschublagers wurde. Die Verladearbeiten dort wurden mangels Arbeitskräften von etwa 100 jüdischen Häftlingen aus dem KZ Plaszow durchgeführt.:8 Im September 1944 erhielt Fischer den Befehl, das Lager in das Innere des Deutschen Reichs zu verlegen;:9 als Standort wurde die unmittelbare Nachbarschaft des Bahnhofs der oberfränkischen Gemeinde Gundelsdorf ausgewählt. Auf Betreiben des Hauptmanns wurde ein Teil der jüdischen Belegschaft ebenfalls nach Gundelsdorf deportiert und dort in einem Barackenlager auf dem Betriebsgelände einer Ziegelei untergebracht.:21–22 Während Fischers Zeit als Kommandant des dem KZ Flossenbürg untergeordneten Außenlagers starben nachweislich drei der männlichen Häftlinge, einer davon infolge von Misshandlungen durch das Wachpersonal.:38, 40, 85, 212
Im April oder Mai 1945 geriet Fischer in amerikanische Gefangenschaft, aus der er jedoch bereits im August 1945 wieder entlassen wurde. Er kehrte zunächst in sein Elternhaus in Preungesheim zurück und arbeitete ab Mitte 1946 im Internierungslager in Darmstadt als Wachleiter. Fischer kündigte die Anstellung jedoch im Januar 1947, nachdem er von seiner Ehefrau beim Counter Intelligence Corps der US-Armee als ehemaliges NSDAP-Mitglied denunziert worden war, um seiner Entlassung zuvorzukommen. Da er fürchtete, eine längere Inhaftierung durch die Besatzungsmächte aufgrund gesundheitlicher Probleme nicht zu überstehen und wegen seiner verschwiegenen Parteizugehörigkeit keine angemessene Arbeitsstelle zu finden, tauchte Fischer kurz darauf unter und nahm eine neue Identität an.:118–119 Er lebte unter dem Namen Hans Wolfgang Kleinert in Gundelfingen und arbeitete in Freiburg im Breisgau. Seine Ehe, aus der im August 1945 ein Sohn hervorgegangen war, wurde am 18. März 1948 in Abwesenheit Fischers geschieden.:122
Aufgrund seiner Tätigkeit als Lagerkommandant in Gundelsdorf wurde der ehemalige Hauptmann ab März 1950 von der Staatsanwaltschaft in Coburg wegen Beihilfe zur Körperverletzung und ab 8. Juni 1950 wegen Mordverdachts per Haftbefehl gesucht. Fischer verriet sich im März 1951 selbst, als er seinem Rechtsanwalt in Freiburg seine wahre Identität offenbarte, um in ein legales Leben zurückkehren zu können, und kam in Untersuchungshaft.:122 Am 8. Juli 1952 wurde der ehemalige Hauptmann in Coburg wegen mehrerer Körperverletzungen, gefährlicher Körperverletzungen oder deren Anordnung zu einer Haftstrafe von einem Jahr und sechs Monaten verurteilt; vom Vorwurf des Mordes wurde er freigesprochen.:131 Durch die strafrechtliche Verurteilung dürfte Fischer als Wehrmachtsbeamter und Luftwaffenoffizier auch seine Pensionsansprüche verloren haben.:115 Wegen der Dauer seiner Untersuchungshaft von einem Jahr und vier Monaten verblieb eine Reststrafe von zwei Monaten.:131 Ob, wo und wann er diese verbüßte, ist unbekannt.:115
Nach seiner Verurteilung wandte sich Fischer am 4. Dezember 1953 mit einem Gnadengesuch an Bundespräsident Theodor Heuss, das jedoch abgelehnt wurde.:132 Auch das Straffreiheitsgesetz vom 17. Juli 1954 kam bei ihm nicht zur Anwendung, da laut Urteil des Landgerichts Coburg vom 4. November 1954 die notwendigen Voraussetzungen bei dem ehemaligen Hauptmann nicht erfüllt waren.:133 Fischer und seine Anwälte bemühten sich daraufhin mehrmals um eine Wiederaufnahme des Gerichtsverfahrens, um eine Rehabilitierung zu erreichen. Die entsprechenden Anträge aus den Jahren 1956, 1959, 1961, 1964 und 1969 wurden jedoch abgelehnt,:134–135 obwohl Fischer eine wachsende Zahl von Entlastungszeugen präsentieren konnte, darunter mehrere der ehemaligen jüdischen Häftlinge, die ihn mit eidesstattlichen Erklärungen bei seinen Bemühungen unterstützten. Der Aktenbestand des Staatsarchivs Coburg in der Sache endet im Jahr 1969. Es ist möglich, dass Fischer in den 1970er Jahren weitere Anträge stellte, die Staatsanwaltschaft Coburg erteilte diesbezüglich jedoch keine Auskünfte.:135–136

## Fischers Liste
Autor Pascal Cziborra weist in seinem Buch in Bezug auf Hauptmann Friedrich Fischer auf Parallelen zur Geschichte des Großindustriellen Oskar Schindler hin.:11–12 Wie Schindler will Fischer sich mit einer namentlichen Liste für die Rückführung seiner jüdischen Arbeitskräfte eingesetzt haben, die während seiner Abwesenheit ohne sein Wissen von der SS von Krakau nach Auschwitz gebracht worden sein sollen.:10 Obwohl diese Bemühungen von Fischers Vorgesetztem, Oberstleutnant Theobald Weyres, bestätigt wurden,:11 konnten bis Stand 2010 keine Dokumente gefunden werden, die dies belegen würden.:13–14 Zudem widerspricht dieser Version eine Aussage des Kommandanten des KZ Plaszow, Amon Göth, wonach sämtliche Häftlingstransporte in das Innere des Deutschen Reichs aus Quarantänegründen (und zur Selektion der Häftlinge) generell über das Lager Auschwitz erfolgten. Ein Eingreifen Fischers wäre somit gar nicht notwendig gewesen.:18 Unklar ist, ob Fischer dies tatsächlich nicht wusste oder die Ereignisse lediglich zu seiner Verteidigung vor Gericht umdeutete.:18–19 Obwohl der Fall des Oskar Schindler erst viel später in der Öffentlichkeit bekannt wurde, könnte Fischer durch persönliche Kontakte davon erfahren und dessen Geschichte adaptiert haben. So ist nicht ausgeschlossen, dass die beiden Männer sich direkt kannten, da sich das Krakauer Nachschublager und Schindlers Fabrik beide in Zabłocie befanden und die Belegschaften wohl Kontakt untereinander hatten.:13
Dass er selbst keine entsprechenden schriftlichen Aufzeichnungen besaß, erklärte Fischer damit, dass diese sich zusammen mit persönlichen Dingen und anderen dienstlichen Unterlagen in einer Holzkiste befunden hätten, die er Anfang April 1945 von einem Untergebenen im Garten seines Grundstücks in Gundelsdorf vergraben ließ. Sein Schwiegervater habe die Kiste während Fischers Gefangenschaft bei den Amerikanern ausgegraben und sämtliche dienstlichen Dokumente darin vernichtet.:14
Autor Franz Kluge weist darauf hin, dass Fachleute der KZ-Gedenkstätte Flossenbürg den von Pascal Cziborra gezogenen Vergleich zu Oskar Schindler kritisch sehen: Er sei fragwürdig und historisch nicht nachvollziehbar. Cziborra ist laut Kluge den von ihm dokumentierten Fakten gegenüber zu unkritisch und lasse das kritische Beurteilungsvermögen vermissen, um die von ihm zitierten Quellen historisch objektiv interpretieren zu können.:113

## Verhältnis zur jüdischen Belegschaft
Zu seinen jüdischen Arbeitskräften will Fischer ein generell gutes Verhältnis gehabt haben und um deren Wohlergehen besorgt gewesen sein. Von Überlebenden wurde bestätigt, dass der Hauptmann sich in Krakau um die Beschaffung von Lebensmitteln und Medikamenten und um die Zusammenführung von Familienmitgliedern in seinem Lager bemühte.:17 Daneben ermöglichte er den eigentlich streng nach Geschlechtern getrennt untergebrachten Häftlingen nächtliche Zusammenkünfte von Familienmitgliedern und erlaubte Kontakte zur Belegschaft von Oskar Schindlers Emailfabrik, wo die Häftlinge zusätzliche Nahrung erhalten konnten.:128–129 Dass er hierbei aus rein uneigennützigen Gründen handelte, kann bezweifelt werden, da der Hauptmann und seine Untergebenen wohl von der Belegschaft bestochen wurden und Fischer sich eventuell lediglich diese lukrative Einnahmequelle erhalten wollte.:15
Auch in Gundelsdorf soll das Verhältnis zwischen den Häftlingen und Fischer und dessen Untergebenen zunächst vergleichsweise wohlwollend gewesen sein.:35–36 So bemühte sich der Hauptmann dort ebenfalls um zusätzliche Lebensmittelrationen,:55–57 die medizinische Versorgung:70–74 und gewährte den Häftlingen gewisse Freiheiten, die gegen die Haftvorschriften der SS verstießen.:127–130 Diese Verstöße, die bei einer unangekündigten Inspektion durch den Flossenbürger Lagerkommandanten Max Koegel auffielen, waren wohl der Hauptgrund für die Abkommandierung von vier SS-Helferinnen nach Gundelsdorf,:33–35 wo die Bewachung bis dahin ausschließlich durch Personal der Luftwaffe erfolgte.:116
Mit dem Eintreffen dieser Aufseherinnen änderte sich Fischers Verhalten den Häftlingen gegenüber zumindest nach außen grundlegend.:35–36 In den Aussagen ehemaliger Untergebener und der Gundelsdorfer Bevölkerung wurde er als Choleriker oder Judenhasser beschrieben,:36, 139, 144 der die Häftlinge häufig angeschrien und misshandelt haben soll.:76–77, 139 Teilweise handelte es sich bei den Befragten jedoch um Personen, die womöglich persönliche Abneigungen gegen Fischer hegten:146–147 oder von eigenem Fehlverhalten ablenken wollten.:139–141 Zudem wurden vermeintliche Opfer des Hauptmanns nicht befragt oder konnten nicht befragt werden, sodass der Wahrheitsgehalt der betreffenden Aussagen zumindest fraglich ist.:146 Auch diverse Anschuldigungen in den Aussagen ehemaliger Häftlinge lassen sich anhand der bekannten Fakten nicht belegen. Es handelte sich dabei wohl zumeist um bewusste oder unbewusste Übertreibungen oder um verfälschte Erinnerungen, bei denen Ereignisse an anderen Orten mit dem Gundelsdorfer Lager und der Person Friedrich Fischer in Verbindung gebracht wurden.:81, 85, 213–217 Den Misshandlungsvorwürfen widersprachen Fischers eigene Aussage und die Zeugnisse mehrerer Überlebender, die das Verhalten des Hauptmanns als Schauspiel für das linientreue SS-Personal beschrieben; in Abwesenheit der Aufseherinnen habe sich Fischer zumindest seinen Vertrauten unter den jüdischen Häftlingen gegenüber stets gerecht und respektvoll verhalten.:130, 137–139
Als die endgültige Auflösung des Gundelsdorfer Lagers und die Ankunft der alliierten Truppen bevorstand, soll Fischer die 15 noch im Lager verbliebenen Jüdinnen bei ihren Fluchtplänen zumindest indirekt unterstützt haben, etwa durch das Besorgen ziviler Kleidung.:103–104 Daneben plante er wohl zeitweilig, die Frauen im Rahmen einer vorgetäuschten Erschießungsaktion im Wald in der Nähe von Gundelsdorf in die Freiheit zu entlassen, setzte dies jedoch nicht in die Tat um.:110–111 Stattdessen sorgte er für die Verlegung der letzten Häftlinge in das KZ-Außenlager Helmbrechts, wo er die Frauen wohl in relativer Sicherheit glaubte; von dem Todesmarsch, der von dort aus stattfand, hatte er zu diesem Zeitpunkt keine Kenntnis. Der längere Aufenthalt in Gundelsdorf dürfte jedoch die Überlebenschancen der Frauen erhöht haben.:114
Autor Pascal Cziborra stellt fest, dass Friedrich Fischer zwar keineswegs der uneigennützige Judenretter war, als der er sich vor Gericht darzustellen versuchte.:10, 15 Gleichwohl hätten viele der in Gundelsdorf inhaftierten Frauen dem Hauptmann zumindest mittelbar ihr Überleben zu verdanken. Es bestehe somit die Möglichkeit, dass Fischer ein Opfer seines für die Gundelsdorfer Bevölkerung und das linientreue SS-Personal gespielten Judenhasses wurde, da das Gericht seinen Ausführungen offenbar keinen Glauben schenkte und belastende Zeugenaussagen und die ihm zur Last gelegten Körperverletzungen als schwerwiegender beurteilte als entlastende Aussagen ehemaliger Häftlinge.:114 Aus wissenschaftlicher Sicht gesehen erscheine es wahrscheinlich, dass Fischer sich im Rahmen der Verhältnisse und Strukturen im NS-Staat durchaus anständig und gewissenhaft verhalten und nicht aus rassistischen Motiven gehandelt habe.:145 Bei den von ihm begangenen oder angeordneten Körperverletzungen handle es sich um seinerzeit gebräuchliche Strafmaßnahmen.:147